# إبراهيم جمال كسالي
إبراهيم جمال كسالي ، المولود في 11 نوفمبر 1954 في باريس ، هو موظف حكومي وسياسي جزائري. وهو ، منذ يونيو 2022 ، وزير المالية الجزائري في حكومة بن عبد الرحمن .

## سيرة شخصية

### التكوين
في عام 1994 ، حصل على دبلوم في خصخصة وتحديث القطاع العام في اقتصاد السوق من المعهد الدولي للإدارة العامة (فرنسا) ، وبعد ذلك بعام ، حصل على دبلوم في تنظيم سوق رأس المال من معهد مونتريال للخدمات المالية الدولية.

### المسار المهني
من 1980 إلى 1983 ، شغل منصب المفتش الرئيسي للخزينة والائتمان والتأمين في وزارة المالية الجزائرية .
من أبريل 1995 إلى مايو 2003 ، شغل منصب مدير القروض والالتزامات الحكومية في وزارة المالية الجزائرية.
في يونيو 2003 ، تم تعيينه مديرًا عامًا مؤقتًا للخزانة ، وهو المنصب الذي شغله لمدة عامين ، ليتم تعيينه من سبتمبر 2005 ، وحتى مايو 2020 ، الرئيس التنفيذي للشركة الجزائرية للتأمين وإعادة التأمين (CAAR),.
في 2 يونيو 2020 ، أصبح أمينًا عامًا لوزارة المالية.

### المسار السياسي
في 14 يونيو 2022 ، عيّنه رئيس الجمهورية ، عبد المجيد تبون ، وزيرا بالنيابة لوزارة المالية بدلاً من عبد الرحمن راوية. تم تثبيت منصبه في 14 يوليو التالي,.